# (2314) Field
(2314) Field (1977 VD) – planetoida z pasa głównego asteroid okrążająca Słońce w ciągu 3,4 lat w średniej odległości 2,26 au. Odkryta 12 listopada 1977 roku.